# Rune André Østby
Rune André Østby (14 aprile 1973) è un ex sciatore alpino norvegese.

## Biografia
Gigantista puro originario di Jessheim, Østby debuttò in campo internazionale in occasione dei Mondiali juniores di Geilo/Hemsedal 1991; esordì in Coppa del Mondo il 3 dicembre 1994 a Tignes, senza completare la prova, mentre in Coppa Europa ottenne l'ultimo podio il 16 dicembre 1995 a Bardonecchia (2º). Ottenne il miglior piazzamento in Coppa del Mondo il 6 gennaio 1996 a Flachau (14º) e ai successivi Mondiali di Sierra Nevada 1996, sua unica presenza iridata, non completò la prova; prese per l'ultima volta il via in Coppa del Mondo il 5 gennaio 1997 a Kranjska Gora, senza completare la prova, e si ritirò al termine della stagione 1998-1999: la sua ultima gara fu lo slalom gigante dei Campionati norvegesi 1999, disputato il 23 marzo a Oppdal e non completato da Østby. Non prese parte a rassegne olimpiche.

## Palmarès

### Coppa del Mondo
- Miglior piazzamento in classifica generale: 123º nel 1996

### Coppa Europa
- 1 podio (dati dalla stagione 1994-1995):
  - 1 secondo posto

### Campionati norvegesi
- 1 medaglia (dati dalla stagione 1994-1995):
  - 1 bronzo (slalom gigante nel 1996)